# 현진권
현진권(1959년 4월 22일~)은 대한민국의 경제학자이며, 아주대학교 경제학과 교수와 한국조세연구원 연구위원을 지냈으며 자유경제원 원장을 지냈다.

## 학력
- 1989년 12월: 미국 Carnegie Mellon University,정책대학원(Heinz School of Public Policy and Management) 졸업. 정책분석학 박사 (Ph.D. in Public Policy Analysis)
- 1985년 5월: University of North Carolina at Chapel Hill, 지역계획학 석사 (MRP)
- 1981년 2월: 연세대학교 공과대학 졸업 (공학사).

## 연구분야
사회통합, 기업의 사회공헌, 조세정책, 조세행정, 소득분배, 자본스톡 추정, 공공부문의 평가, 지하경제, 세무부패, 보육재정

## 강의분야
재정학, 조세론, 도시경제학, 후생경제학, 미시경제학, 경제원론

## 경력
- 2022년 9월 ~ : 제13대 강원연구원 원장
- 2019년 12월 ~ 2021년 12월 : 제22대 국회도서관장 취임
- 2019년 6월 ~ 2019년 9월 : 자유한국당 2020 경제대전환 위원회 활기찬 시장경제 분과위원
- 2019년 3월 ~ 2019년 5월 : 자유한국당 文정권 경제실정백서특별위원회 위원
- 팬앤마이크 객원 칼럼니스트
- 2014년 4월 ~ 2017년 4월: (전) 자유경제원 원장
- 2012년 6월 ~ 2014년 3월: 한국경제연구원 사회통합센터 소장
- 2004년 9월 ~ 2012년 6월: 아주대학교 경제학과 교수
- 2012년 4월 ~ 2013년 3월: 한국재정학회 회장
- 2012년 1월 ~ 2014년 3월: 한국자산관리공사, 비상임이사.
- 2009년 2월 ~ 2010년 2월: 대통령실, 시민사회비서관
- 2005년 1월 ~ 2월: 일본 재무성, Policy Research Institute, Visiting Scholar
- 1992년 8월 ~ 2004년 8월: 한국조세연구원, 연구위원
- 2001년 3월 ~ 2002년 2월: 성균관대학교, 경영대학원, 겸임교수
- 1990년 3월 ~ 1992년 7월: 교통개발연구원, 연구위원